# Amedeo Ghidoni
Amedeo Ghidoni (La Spezia, 6 marzo 1902 – 8 giugno 1971) è stato un calciatore italiano, di ruolo centrocampista.

## Carriera
Cresciuto nel Pegazzano, nel 1924 passa allo Spezia con cui, dopo cinque campionati di Prima e Seconda Divisione in cui disputa complessivamente 76 gare segnando 11 gol, debutta in Serie B nella stagione 1929-1930.
Gioca con il club ligure per altri quattro anni nella nuova Serie B totalizzando 92 presenze e mettendo a segno 11 reti.